# Camprodon

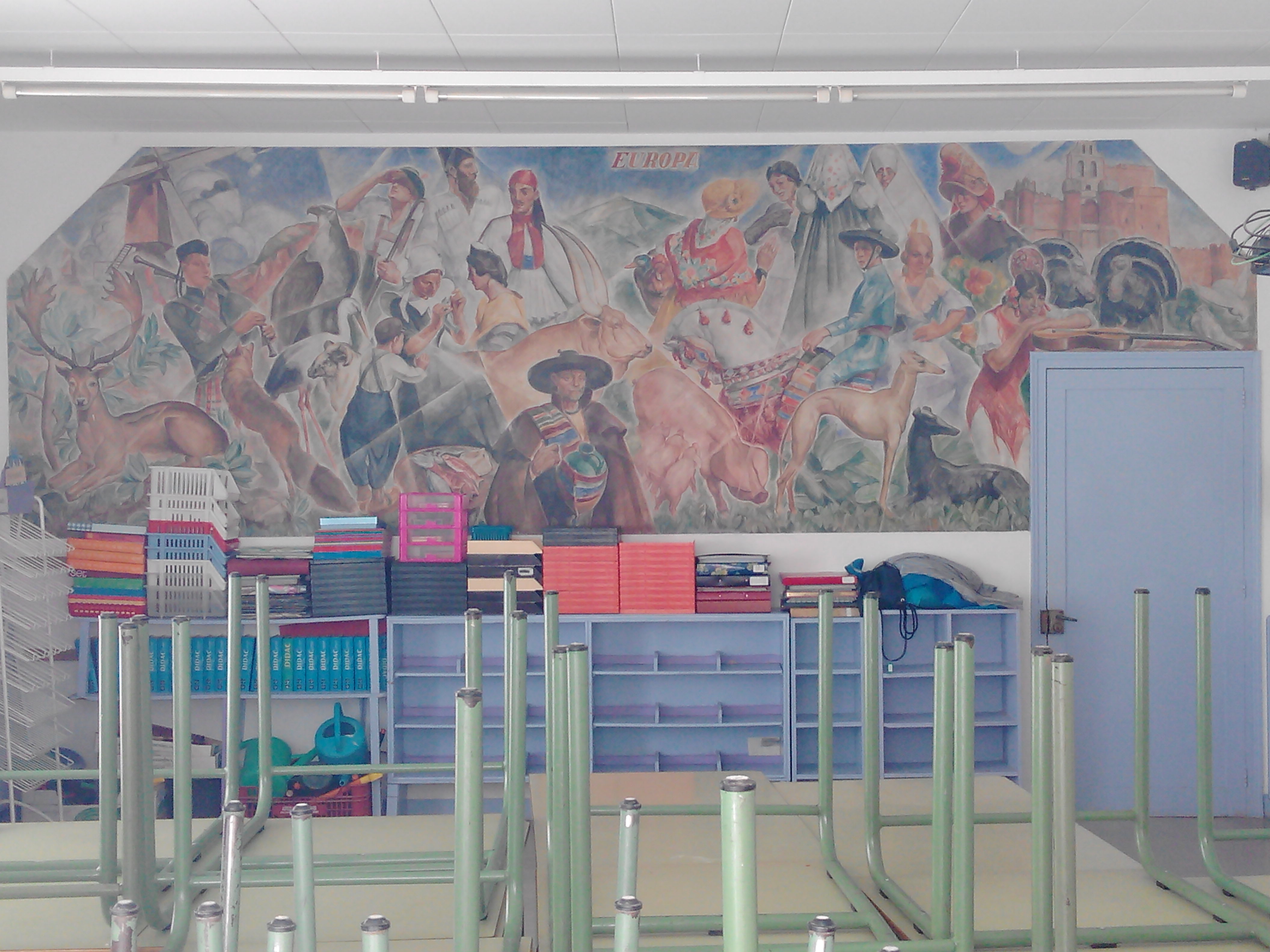
Josep Morell Macias: Európa. Freskó az iskolában

Camprodon település Spanyolországban, Girona tartományban. Camprodon Montagut i Oix, La Vall de Bianya, Sant Pau de Segúries, Sant Joan de les Abadesses, Ogassa, Vilallonga de Ter, Llanars, Molló, Prats-de-Mollo-la-Preste és Lamanère községekkel határos. Lakosainak száma 2527 fő (2024).

## Népessége
A település népessége az elmúlt években az alábbi módon változott:
| Lakosok száma | 1713 | 2944 | 2587 | 2673 | 2289 | 2390 | 2542 | 2359 | 2281 | 2527 |
|               | 1717 | 1887 | 1936 | 1960 | 1986 | 2004 | 2009 | 2014 | 2019 | 2024 |

## Kultúra

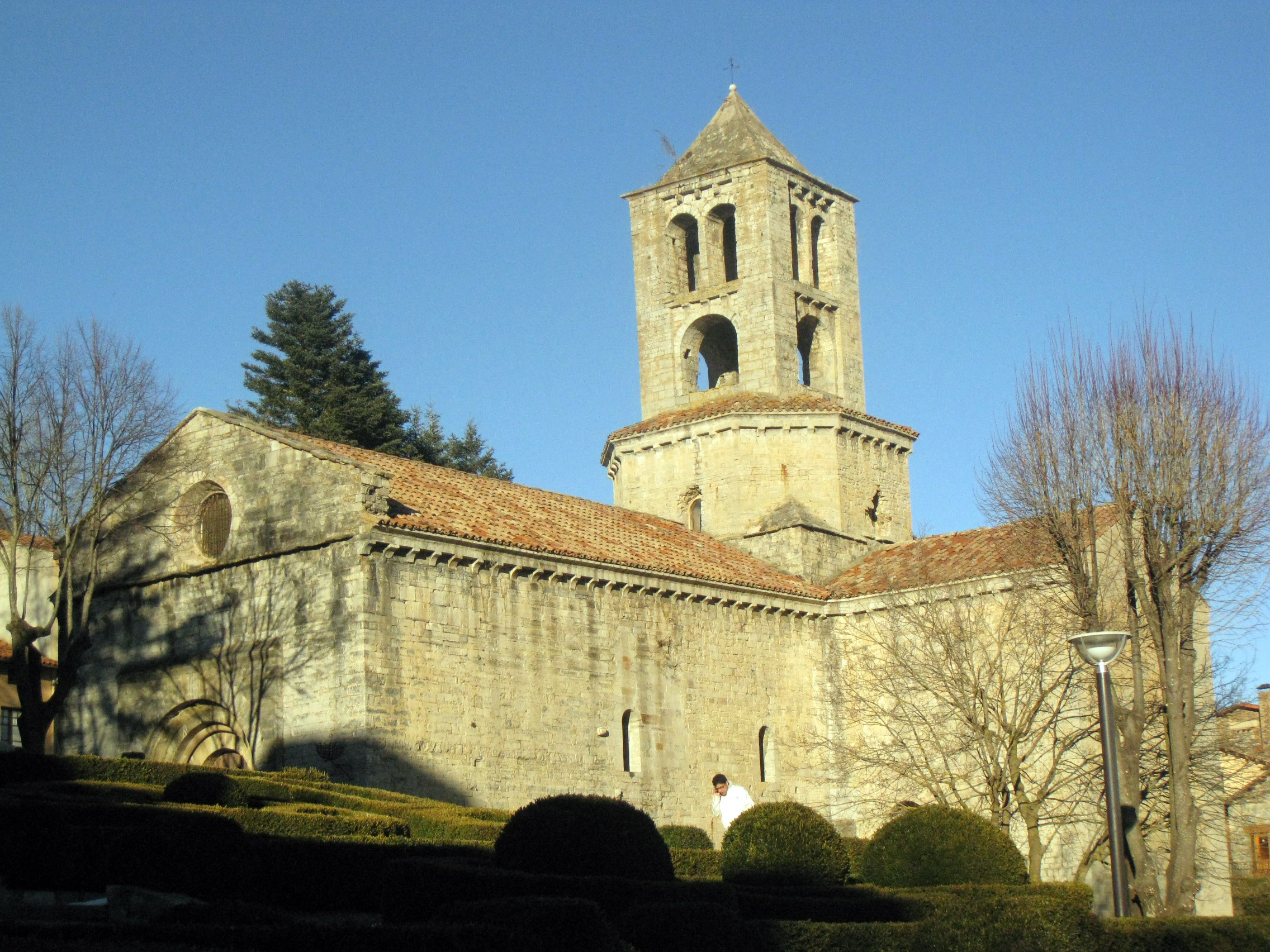
A kolostor temploma

A Sant Pere de Camprodon benedikánus kolostort 951-ben alapította II. Sunifred (Cerdanya grófja) és öccse, II. Wilfred, Besalú grófja. Hogy megkapják az engedélyt, Sunifred Rómába utazott a pápához, Wilfred pedig  IV. Lajos királyt kereste fel, hogy különféle kiváltságokat kérjen tőle a kolostor számára.